# Rubrisciurus rubriventer
Genre
Espèce
Statut de conservation UICN

LC : Préoccupation mineure
Rubrisciurus rubriventer est une espèce de rongeurs de la famille des Sciuridés. Cette espèce est l'unique du genre Rubrisciurus. Elle est endémique de l'île de Célèbes.